# Château de Clavières (Velzic)
Pour les articles homonymes, voir Clavières (homonymie).
Le château de Clavières est un château situé à Velzic dans le Cantal, dans la vallée de la Jordanne.
Il y a dans le Cantal deux autres châteaux du même nom avec lesquels il ne doit pas être confondu: le château de Clavières-Ayrens et celui de Polminhac.

## Descriptions
Résidence campagnarde qui se compose de deux éléments : le logis principal construit vers 1630 et un pavillon à la suite, ajouté vers 1660. La toiture principale présente un large fronton central et deux fenêtres à fronton-pignon l'encadrant : c’est un édifice typique des demeures bourgeoises cantaliennes.
Les façades et les toitures du château et de ses communs sont protégés au titre de son inscription à l'inventaire supplémentaire des monuments historiques le 29 décembre 1978.

## Historique

### Famille de Gagnac
Au milieu du XVIIe siècle, il appartenait à Pierre de Gagnac ou de Gaignac, conseiller au présidial d'Aurillac, qui est dit "Seigneur de Clavières" en 1619. Ce dernier a une fille 
- Marguerite de Gagnac de Clavières qui a épousé Jean-Antoine del Cros de Bérail, fils de François et de Françoise de Montboissier-Beaufort-Canillac. Ils ont eu un fils :
  - François del Cros de Bérail, marié à Claudia de Prévinquières.

### Famille Apchin
En 1680, Jean Apchin, conseiller en l'élection d'Aurillac, décède "en son domaine de Clavières". En 1688, son fils Basile et Guillaume Apchin ont possédé cette seigneurie.
En 1721, dans son acte de mariage, Antoine Apchin, fils de Basile, est encore dit "Seigneur de Clavières".

### Famille Capelle de Puechjean
- le Docteur Jean-Antoine Capelle de Puechjean (1813-1897), maire de Velzic, épousa en premières noces Marthe Désirée  Roger-Ducos (1822-1855), petite-fille du 3e Consul de la République et par sa mère du  baron  Jean-Baptiste Perret (1762-1843), qui vécut cloîtrée, enfermée par son mari dans la Tour de Falhiès jusqu'à sa mort, et en secondes noces en 1856 Marie-Antoinette Baudière, plus jeune que lui de quarante ans, qui lui donna une fille:
- Marie-Amélie Capelle de Puechjean vécut dans la Tour de Falhiès.